# Álvaro Figueroa Torres

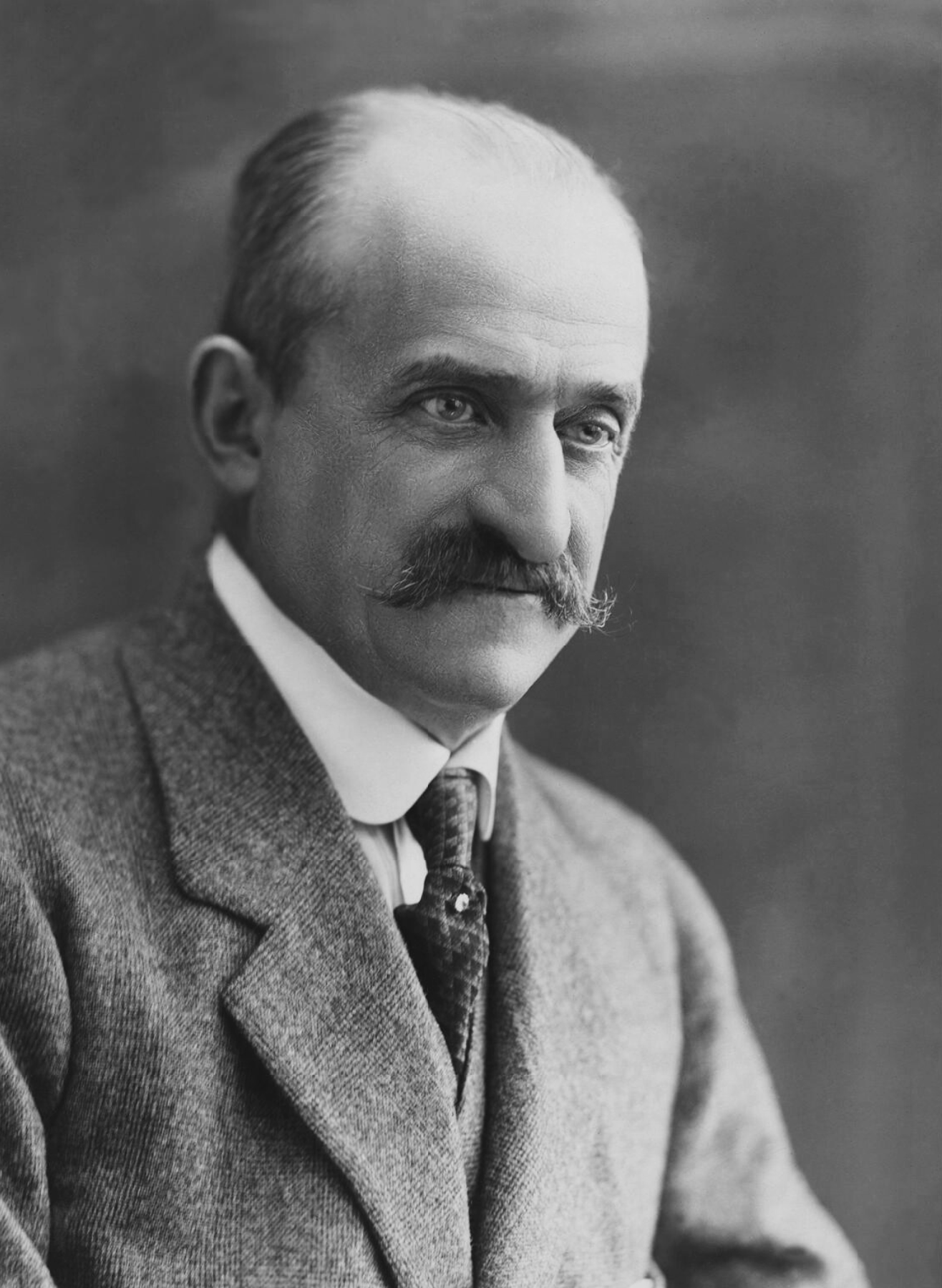
Álvaro Figueroa Torres

Álvaro de Figueroa y Torres-Sotomayor, Graf (Conde) de Romanones (* 9. August 1863 in Madrid; † 11. Oktober 1950 ebenda) war ein spanischer Politiker und Ministerpräsident Spaniens (Presidente del Gobierno).

## Leben

### Studium, Abgeordneter und Bürgermeister von Madrid
Der Sohn des reichen Grund- und Minenbesitzers Ignacio de Figueroa y Mendieta, Markgraf (Marqués) de Villamejor absolvierte nach dem Schulbesuch ein Studium der Rechtswissenschaften an der Universidad Central de Madrid, welches er 1884 mit der Graduierung abschloss. Anschließend erwarb einen Doktor der Rechtswissenschaften an der Universität Bologna, verzichtete jedoch auf die Ausübung einer anwaltlichen Tätigkeit zugunsten der Familiengeschäfte sowie der Politik.
Seine politische Laufbahn begann er mit Unterstützung seines Schwiegervaters, dem Abgeordneten und Minister Manuel Alonso Martínez, am 4. April 1886 mit der erstmaligen Wahl zum Abgeordneten des Parlaments (Congreso de los Diputados). Als Abgeordneter vertrat er bis 9. Oktober 1933 überwiegend die Interessen des Wahlkreises Guadalajara sowie zeitweise zusätzlich von Kuba, Murcia, Ciudad Real, Zamora und Canarias. Während seiner politischen Laufbahn war er vorwiegend Mitglied der 1880 von Práxedes Mateo Sagasta gegründeten Liberalen Partei (Partido Liberal).
Bereits am 30. Januar 1893 wurde er als Graf (Conde) de Romanones in den Adelstand erhoben und gehörte als solcher ab 1909 zu den Granden.
Darüber hinaus war er Mitglied des Stadtrates (Consejal) sowie 1894 bis 1895 und 1897 bis 1899 Bürgermeister (Alcalde) von Madrid.

### Minister und Parlamentspräsident
Am 6. März 1901 wurde er erstmals als Minister für öffentlichen Unterricht und schöne Künste (Ministro de Instrucción Pública y Bellas Artes) von Sagasta in eine Regierung berufen. Diesem Kabinett, das zugleich die letzte von Sagasta geführte Regierung war, gehörte er bis zum 6. Dezember 1902 an. Während seiner Amtszeit wurden die Gehaltszahlungen der Lehrer in den Staatshaushalt eingegliedert.
Ministerpräsident Eugenio Montero Ríos ernannte ihn am 23. Juni 1905 zum Minister für Landwirtschaft, Industrie, Handel und öffentliche Arbeiten in seinem Kabinett. Am 31. Oktober 1905 übernahm er im Rahmen einer Regierungsumbildung das Amt des Entwicklungsministers (Ministro de Fomento), das aus dem bisherigen Ministerium für Landwirtschaft, Industrie, Handel und öffentliche Arbeiten hervorgegangen war. In der anschließenden Regierung von Segismundo Moret Prendergast war er vom 1. Dezember 1905 bis zum 10. Juni 1906 Innenminister (Ministro de Gobernación).
Obwohl er selbst Katholik war, war er ein Gegner religiöser Intoleranz sowie des Einflusses des Klerus und geriet wegen dieser Haltung oftmals in die Kritik der religiösen Autoritäten. Ein Beispiel für seine offene Haltung gegenüber den Religionen war die Regelung im Zivilehegesetz von 1905 (Ley de Matrimonio Civil), dass Eheleute nicht ihre Religionszugehörigkeiten erklären mussten. Später setzte er sich trotz seiner eifrigen Unterstützung der Trennung von Kirche und Staat für die Wiederaufnahme diplomatische Beziehungen mit dem Heiligen Stuhl ein.
Am 6. Juli 1906 wurde er von Moret Prendergasts Nachfolger José López Domínguez zum Minister für Gnadengesuche und Justiz (Ministro de Gracia y Justicia) ernannt und behielt dieses Amt bis zum Ende von dessen Amtszeit am 30. November 1906. Fünf Tage danach wurde er als Innenminister in die Regierung von Antonio Aguilar Correa berufen und gehörte dieser bis zum 25. Januar 1907 an.
Anschließend war er für die Wahlperiode von 1907 bis 1908 Mitglied des Senats für die Provinz Guadalajara.
Nachdem er mehrere Jahre keiner Regierung mehr angehörte, übernahm er am 9. Februar 1910 im Kabinett von José Canalejas Méndez erneut das Amt des Ministers für öffentlichen Unterricht und schöne Künste. Von diesem Amt trat er jedoch am 10. Juni 1910 bereits wieder zurück und wurde stattdessen am 16. Juni 1910 zunächst Interimspräsident und dann vom 30. Juni 1910 bis zum 18. November 1912 Präsident des Deputiertenkongresses.

### Ministerpräsident
Figueroa Torres wurde am 14. November 1912 nach dem nur zwei Tage amtierenden Übergangskabinett von Manuel García Prieto als Nachfolger des am 12. November 1912 ermordeten José Canalejas Méndez zum neuen Ministerpräsidenten Spaniens (Presidente del Gobierno) ernannt. Als solcher bildete er eine bis zum 27. Oktober 1913 amtierende Regierung, in der er zusätzlich vom 24. Mai bis zum 13. Juni 1913 das Amt des Ministers für Gnadengesuche und Justiz übernahm. In dieser Zeit wurde er außerdem Vorsitzender der Liberalen Partei. Darüber hinaus wurden während seiner ersten Amtszeit die Verträge mit Frankreich zur politischen Situation von Marokko verhandelt.
Während des Ersten Weltkrieges war er erneut vom 9. Dezember 1915 bis zum 19. April 1917 Ministerpräsident. Zugleich hatte er vom 25. Februar bis zum 30. April 1916 das Amt des amtierenden Außenministers (Ministro de Estado Interino) inne. Als Ministerpräsident verfolgte er eine pro-französische Regierungspolitik, die ihn in Konflikt mit der von seinem Vorgänger Eduardo Dato Iradier offiziell erklärten Neutralitätspolitik und der pro-deutschen Politik der konservativen Parteien brachte. Später näherte er sich nach der Torpedierung spanischer Schiffe durch U-Boote noch mehr den Alliierten an. Allerdings gelang ihm nicht die Lösung der sozialen Probleme, so dass er nach Angriffen der pro-deutschen konservativen Opposition zurücktreten musste.
Im Juli 1917 übergab er Manuel García Prieto das Amt des Vorsitzenden der Partido Liberal.
Am 22. März 1918 wurde er von Ministerpräsident Antonio Maura Montaner zum Minister für Gnadengesuche und Justiz in dessen drittem Kabinett ernannt. Im Rahmen einer Regierungsumbildung wurde er von Maura Montaner am 10. Oktober 1918 zum Minister für öffentlichen Unterricht und schöne Künste ernannt, ehe er im Kabinett von dessen Nachfolger García Prieto am 9. November 1918 Außenminister wurde.
Am 5. Dezember 1918 wurde er als Nachfolger von García Prieto schließlich selbst zum dritten Mal Ministerpräsident Spaniens und übernahm in seiner Regierung auch wieder das Amt des Außenministers. Diese Regierungszeit war insbesondere geprägt durch die autonomistische Agitation in Katalonien und durch Arbeitskonflikte. Am 15. April 1919 musste er wegen des so genannten Acht-Stunden-Arbeitstag-Dekrets („Decreto de la jornada de ocho horas“) zurücktreten und das Amt des Ministerpräsidenten an Maura Montander übergeben.
Ministerpräsident García Prieto berief ihn am 7. Dezember 1922 als Minister für Gnadengesuche und Justiz in dessen fünftes Kabinett, allerdings verlor er dieses Amt im Rahmen einer Kabinettsumbildung am 26. Mai 1923.
Am 13. Mai 1923 erfolgte seine Wahl zum Senator für die Provinz Toledo. Als solcher war er vom 22. Mai bis zum 15. September 1923 Präsident des Senats und damit zugleich der letzte Präsident des Oberhauses des Parlaments vor der Militärdiktatur von Miguel Primo de Rivera. Während der anschließenden über sechsjährigen Herrschaft Primo de Riveras zog er sich bis auf seine Abgeordnetentätigkeit weitgehend aus der Politik zurück. Allerdings gehörte er zu den maßgeblichen Persönlichkeiten des erfolglosen Staatsstreiches vom 24. Juni 1926 gegen Primo de Rivera (La Sanjuanada), für deren Teilnahme er mit einem Bußgeld belegt wurde. Er blieb jedoch auch in den folgenden Jahren ein Gegner des Diktators.
Nach dem Rücktritt Primo de Riveras war er vom 18. Februar bis zum 14. April 1931 schließlich wieder Außenminister in der Regierung von Juan Bautista Aznar Cabañas, dem letzten Kabinett während der Herrschaft von König Alfons XIII.

### Zweite Republik und Bürgerkrieg
Als die Kommunalwahlen vom 12. April 1931 einen großen Sieg der republikanischen Kräfte brachte und das Volk die Bildung einer republikanischen Regierungsform forderten, riet er König Alfons XIII. zum Rücktritt und zum Verlassen Spaniens. Als der König tatsächlich zwei Tage darauf zurücktrat, führte Figueroa Torres persönliche Gespräche mit dem Wahlsieger Niceto Alcalá-Zamora und dessen Revolutionskomitees, um einen friedlichen Wechsel zur Provisorischen Republikanischen Regierung (Gobierno Provisional de la República) ohne militärische Intervention bei gleichzeitiger Garantie einer persönlichen Unversehrtheit der königlichen Familie zu erreichen.
In der anschließenden Zweiten Republik verblieb er als Vertreter von Guadalajara Mitglied des Deputiertenkongresses, allerdings litt sein politischer Einfluss unter seiner vorherigen Verteidigung des abgedankten Königs.
An der militärischen Revolte von 1936 nahm er nicht teil und zu Beginn des Bürgerkrieges befand er sich in San Sebastián, von wo aus ihm kurz darauf mit Unterstützung des französischen Botschafters die Flucht nach Frankreich gelang. Im folgenden Jahr kehrte er in die Nationalistische Zone zurück, verzichtete aber bis zu seinem Tod auf eine weitere politische Betätigung.

### Veröffentlichungen und Ehrenämter
Figueroa Torres war auch als Journalist tätig und 1903 Gründer der politischen Tageszeitung Diario Universal sowie Herausgeber von El Globo und Mitherausgeber von El Magisterio Español und El Heraldo de Madrid.
Während der Zweiten Republik verfasste er seine Memoiren. Darüber hinaus veröffentlichte er zeit seines Lebens mehrere Biographien über Baldomero Espartero, Amadeus von Savoyen und Maria Christina von Österreich, aber auch politische Bücher und Essays wie:
- Las Responsabilidades políticas del Antiguo Régimen (Die politisch Verantwortlichen des Alten Regimes)
- Breviario de Política Experimental (Brevier der experimentellen Politik)
- Biología de los Partidos Políticos (Biologie der politischen Parteien)
- El régimen parlamentario y los gobiernos de gabinete (Das parlamentarische Regime und die Regierungen der Kabinette), 1886
- Observaciones y Recuerdos, 1912–1921 (Beobachtungen und Erinnerungen)
- Notas de mi vida, 1929–1947 (Notizen meines Lebens)
- Los cuatro presidentes de la I República (Die vier Präsidenten der Ersten Republik)

Aufgrund seiner politischen und schriftstellerischen Dienste hatte er auch zahlreiche Ehrenämter inne. Bereits am 10. Februar 1905 wurde er Mitglied der Königlichen Akademie der Schönen Künste von San Fernando (Real Academia de Bellas Artes de San Fernando), zu deren Direktor er am 26. Dezember 1910 ernannt wurde.
Am 25. April 1911 wurde er außerdem Mitglied der Real Academia de Ciencias Morales y Políticas, wo er bis zu seinem Tode den Sessel (Sillón) 22 einnahm. Zwischen 1920 und 1922 war er darüber hinaus Präsident des Ateneo de Madrid, deren Erster Sekretär er bereits 1887 und Zweiter Vizepräsident er von 1899 bis 1906 war.
Am 12. Juni 1942 wurde er auch Mitglied der Königlichen Historischen Akademie (Real Academia de la Historia).
Ferner war er Mitglied der Königlichen Akademie für Rechtsprechung und Gesetzgebung (Real Academia de Jurisprudencia y Legislación).
Als neunjähriger Junge wurde er von seinem Vater von einer Kutsche gestoßen, so dass er für den Rest seines Lebens ein schlaffes Handgelenk hatte. Diese Behinderung wurde von Karikaturisten und seinen politischen Gegner gnadenlos ausgenutzt. Figueroa Torres selbst war wegen seiner Behinderung später Gründer eines Krankenhauses für behinderte Kinder.